# Cuartel Cuatro
Cuartel Cuatro är en ort i Mexiko.   Den ligger i kommunen Jalacingo och delstaten Veracruz, i den sydöstra delen av landet, 190 km öster om huvudstaden Mexico City. Cuartel Cuatro ligger 1 787 meter över havet och antalet invånare är 114.
Terrängen runt Cuartel Cuatro är huvudsakligen kuperad, men åt nordost är den bergig. Runt Cuartel Cuatro är det ganska tätbefolkat, med 149 invånare per kvadratkilometer. Närmaste större samhälle är Teziutlan, 5,2 km väster om Cuartel Cuatro. I omgivningarna runt Cuartel Cuatro växer huvudsakligen savannskog.